# Vidå
Pour les articles homonymes, voir Vida.
La Vidå (en allemand : Wiedau) est un fleuve de la région du Danemark-du-Sud. Sa longueur est d'environ 69 km.

## Géographie
Le cours d'eau prend sa source près de la ville de Tønder et s'écoule ensuite vers l'ouest avant d'aller se jeter dans la Mer du Nord. 
La rivière marque une partie de la frontière entre le Danemark et l'Allemagne.